# 高田景次
髙田 景次（たかだ けいじ、1916年〈大正5年』1月23日 - 2003年〈平成15年〉3月16日）は、日本のジャーナリスト、政治家。秋田魁新報社監査役や秋田市長（第15代）を務めた。秋田県大仙市（旧中仙町豊岡）出身。

## 経歴
豊岡村立豊岡尋常小学校、秋田県立角館中学校、山形高等学校を経て、1940年（昭和15年）東京帝国大学法学部法律学科を卒業。
戦後、1945年（昭和20年）秋田魁新報社に入り、政治経済部長、編集局長を経て、1959年（昭和34年）取締役となり、その後、監査役を務めた。
1973年（昭和48年）2月から1990年（平成2年）4月まで、連続5期秋田市長を務める。歴代市長の中で最長となる17年間の在任中、「公園都市秋田市をつくる条例」「秋田市文化振興条例」などの制定や市民の健康と体力づくり運動、秋田新都市の建設、広面や桜ニュータウンなどの東部、御野場・御所野の南部新拠点開発、仙台市道路愛称名にならった秋田市道路愛称名などの制定、都市景観賞など多方面にわたって功績を残すなど秋田市発展の基礎を築く。高田市政時代は仙台市に次ぐ人口と経済力を保有していた。
選挙での支持基盤は主に自民党と民社党であった。
2003年3月16日、転移性肝癌のため死去、87歳。死没日をもって正五位に叙される。

## 表彰
- 1990年（平成2年）秋田市最高功労者表彰[4]。